# MTV Movie Award a legijesztőbb produkcióért
Ez a szócikk az legijesztőbb alakításért járó MTV Movie Award díjazottjainak listáját tartalmazza. 
A kategóriában először 2005-ben és 2006-ban került átadásra díj, majd a 2010-es évektől ismét átadták azt.

## Győztesek és jelöltek

### 2000-es évek
| Év                  | Színész               | Színész            | Magyar cím                   | Eredeti cím                |
| ------------------- | --------------------- | ------------------ | ---------------------------- | -------------------------- |
| 2005 (14. díjátadó) |                       | Dakota Fanning     | Bújócska                     | Hide and Seek              |
| 2005 (14. díjátadó) | Cary Elwes            | Fűrész             | Saw                          |                            |
| 2005 (14. díjátadó) | Sarah Michelle Gellar | Átok               | The Grudge                   |                            |
| 2005 (14. díjátadó) | Mýa                   | Vérfarkas          | Cursed                       |                            |
| 2005 (14. díjátadó) | Jennifer Tilly        | Chucky ivadéka     | Seed of Chucky               |                            |
| 2006 (15. díjátadó) |                       | Jennifer Carpenter | Ördögűzés Emily Rose üdvéért | The Exorcism of Emily Rose |
| 2006 (15. díjátadó) | Dakota Fanning        | Világok harca      | War of the Worlds            |                            |
| 2006 (15. díjátadó) | Paris Hilton          | Viasztestek        | House of Wax                 |                            |
| 2006 (15. díjátadó) | Rachel Nichols        | A rettegés háza    | The Amityville Horror        |                            |
| 2006 (15. díjátadó) | Derek Richardson      | Motel              | Hostel                       |                            |

### 2010-es évek
| Év                  | Színész            | Színész                               | Magyar cím                        | Eredeti cím       |
| ------------------- | ------------------ | ------------------------------------- | --------------------------------- | ----------------- |
| 2010 (19. díjátadó) |                    | Amanda Seyfried                       | Ördög bújt beléd                  | Jennifer's Body   |
| 2010 (19. díjátadó) | Sharlto Copley     | District 9                            | District 9                        |                   |
| 2010 (19. díjátadó) | Jesse Eisenberg    | Zombieland                            | Zombieland                        |                   |
| 2010 (19. díjátadó) | Katie Featherston  | Parajelenségek                        | Paranormal Activity               |                   |
| 2010 (19. díjátadó) | Alison Lohman      | Pokolba taszítva                      | Drag Me to Hell                   |                   |
| 2011 (20. díjátadó) |                    | Elliot Page                           | Eredet                            | Inception         |
| 2011 (20. díjátadó) | Ashley Bell        | Az utolsó ördögűzés                   | The Last Exorcism                 |                   |
| 2011 (20. díjátadó) | Minka Kelly        | A szobatárs                           | The Roommate                      |                   |
| 2011 (20. díjátadó) | Ryan Reynolds      | Élve eltemetve                        | Buried                            |                   |
| 2011 (20. díjátadó) | Jessica Szohr      | Piranha 3D                            | Piranha 3D                        |                   |
| 2013 (22. díjátadó) |                    | Suraj Sharma                          | Pi élete                          | Life of Pi        |
| 2013 (22. díjátadó) | Alexandra Daddario | A texasi láncfűrészes – Az örökség    | Texas Chainsaw 3D                 |                   |
| 2013 (22. díjátadó) | Jennifer Lawrence  | Ház az utca végén                     | House at the End of the Street    |                   |
| 2013 (22. díjátadó) | Jessica Chastain   | Zero Dark Thirty – A Bin Láden hajsza | Zero Dark Thirty                  |                   |
| 2013 (22. díjátadó) | Martin Freeman     | A hobbit: Váratlan utazás             | The Hobbit: An Unexpected Journey |                   |
| 2014 (23. díjátadó) |                    | Brad Pitt                             | Z világháború                     | World War Z       |
| 2014 (23. díjátadó) | Ethan Hawke        | A bűn éjszakája                       | The Purge                         |                   |
| 2014 (23. díjátadó) | Jessica Chastain   | Mama                                  | Mama                              |                   |
| 2014 (23. díjátadó) | Rose Byrne         | Insidious – A gonosz háza             | Insidious: Chapter 2              |                   |
| 2014 (23. díjátadó) | Vera Farmiga       | Démonok között                        | The Conjuring                     |                   |
| 2015 (24. díjátadó) |                    | Jennifer Lopez                        | A szomszéd fiú                    | The Boy Next Door |
| 2015 (24. díjátadó) | Annabelle Wallis   | Annabelle                             | Annabelle                         |                   |
| 2015 (24. díjátadó) | Dylan O’Brien      | Az útvesztő                           | The Maze Runner                   |                   |
| 2015 (24. díjátadó) | Rosamund Pike      | Holtodiglan                           | Gone Girl                         |                   |
| 2015 (24. díjátadó) | Zach Gilford       | A megtisztulás éjszakája: Anarchia    | The Purge: Anarchy                |                   |
| 2018 (27. díjátadó) |                    | Noah Schnapp                          | Stranger Things                   | Stranger Things   |
| 2018 (27. díjátadó) | Talitha Bateman    | Annabelle 2. – A teremtés             | Annabelle: Creation               |                   |
| 2018 (27. díjátadó) | Emily Blunt        | Hang nélkül                           | A Quiet Place                     |                   |
| 2018 (27. díjátadó) | Sophia Lillis      | Az                                    | It                                |                   |
| 2018 (27. díjátadó) | Cristin Milioti    | Fekete tükör                          | Black Mirror                      |                   |
| 2019 (28. díjátadó) |                    | Sandra Bullock                        | Madarak a dobozban                | Bird Box          |
| 2019 (28. díjátadó) | Alex Wolff         | Örökség                               | Hereditary                        |                   |
| 2019 (28. díjátadó) | Linda Cardellini   | A gyászoló asszony átka               | The Curse of La Llorona           |                   |
| 2019 (28. díjátadó) | Rhian Rees         | Halloween                             | Halloween                         |                   |
| 2019 (28. díjátadó) | Victoria Pedretti  | A Hill-ház szelleme                   | The Haunting of Hill House        |                   |

### 2020-as évek
| 2020                | Nem tartották meg a díjátadót | Nem tartották meg a díjátadót  | Nem tartották meg a díjátadót | Nem tartották meg a díjátadót | Nem tartották meg a díjátadót | Nem tartották meg a díjátadót |
| 2021 (29. díjátadó) |                               | Victoria Pedretti              | A Bly-udvarház szelleme       | The Haunting of Bly Manor     |                               |                               |
| 2021 (29. díjátadó) | Simona Brown                  | Ne higgy a szemének!           | Behind Her Eyes               |                               |                               |                               |
| 2021 (29. díjátadó) | Elisabeth Moss                | A láthatatlan ember            | The Invisible Man             |                               |                               |                               |
| 2021 (29. díjátadó) | Jurnee Smollett               | Lovecraft Country              | Lovecraft Country             |                               |                               |                               |
| 2021 (29. díjátadó) | Vince Vaughn                  | Freaky                         | Freaky                        |                               |                               |                               |
| 2022 (30. díjátadó) |                               | Jenna Ortega                   | Sikoly                        | Scream                        |                               |                               |
| 2022 (30. díjátadó) | Mia Goth                      | X                              | X                             |                               |                               |                               |
| 2022 (30. díjátadó) | Kyle Richards                 | Gyilkos Halloween              | Halloween Kills               |                               |                               |                               |
| 2022 (30. díjátadó) | Millicent Simmonds            | Hang nélkül 2.                 | A Quiet Place Part II         |                               |                               |                               |
| 2022 (30. díjátadó) | Sadie Sink                    | A félelem utcája 2. rész: 1978 | Fear Street Part Two: 1978    |                               |                               |                               |
| 2023 (31. díjátadó) |                               | Jennifer Coolidge              | A Fehér Lótusz                | The White Lotus               |                               |                               |
| 2023 (31. díjátadó) | Jesse Tyler Ferguson          | Kokainmedve                    | Cocaine Bear                  |                               |                               |                               |
| 2023 (31. díjátadó) | Justin Long                   | Barbár                         | Barbarian                     |                               |                               |                               |
| 2023 (31. díjátadó) | Rachel Sennott                | Játsszunk gyilkosost!          | Bodies Bodies Bodies          |                               |                               |                               |
| 2023 (31. díjátadó) | Sosie Bacon                   | Mosolyogj                      | Smile                         |                               |                               |                               |